# Gretchen Whitmer
Gretchen Esther Whitmer (Lansing, 23 agosto 1971) è una politica statunitense, governatrice del Michigan dal 2019 ed in precedenza senatrice statale dal 2006 al 2015. Whitmer si descrive come una democratica progressista, e in qualità di governatrice si è concentrata sull'assistenza sanitaria femminile, sull'espansione del Medicaid e sulle infrastrutture.
Nel febbraio 2020 è stata selezionata per presentare la risposta del Partito Democratico al discorso sullo stato dell'Unione dell'allora presidente Donald Trump. L'8 ottobre 2020 l'FBI ha sventato un piano di rapimento di un gruppo di milizie contro Whitmer. Da gennaio 2021 Whitmer è una vicepresidente del Comitato nazionale democratico. È stata rieletta nel 2022, sconfiggendo la repubblicana Tudor Dixon con un ampio margine.

## Biografia
Whitmer è nata nel 1971 a Lansing, nel Michigan, la maggiore dei tre figli di Richard e Sherry Whitmer, entrambi giuristi. Suo padre è stato capo del Dipartimento del commercio dello Stato sotto il governatore William Milliken, e in seguito presidente e amministratore delegato di Blue Cross Blue Shield of Michigan, soggetto licenziatario indipendente della Blue Cross Blue Shield Association, tra il 1988 e il 2006. La madre Sherry ha lavorato come assistente del procuratore generale Frank Kelley.
I suoi genitori divorziarono quando aveva 10 anni, e Whitmer e i suoi fratelli andarono a vivere con la madre a Grand Rapids. Suo padre viaggiava da casa sua a Detroit per visitare la famiglia almeno una volta alla settimana. Cresciuta principalmente nella vicina East Lansing, si diploma alla Forest Hills Central High School appena fuori Grand Rapids. Nel 1993 ha conseguito un bachelor in comunicazione presso l'Università statale del Michigan, e nel 1998 un Juris Doctor al College of Law di Detroit.

## Carriera politica

### Senatrice statale del Michigan (2006-2015)
Dopo aver prestato servizio come membro della Camera dei rappresentanti statale dal 2000 al 2006, Whitmer è stata eletta al Senato del Michigan nel marzo 2006, dove ha prestato servizio nelle commissioni Operazioni governative, Magistratura, Politica sanitaria, Agricoltura, Consiglio legislativo e Consiglio dei governatori dell'Agenzia fiscale del Senato. In qualità di rappresentante dello Stato, Whitmer ha prestato servizio per quattro anni come leader democratico nel Comitato per gli stanziamenti della Camera.
Il 5 novembre 2010, i suoi colleghi democratici hanno scelto all'unanimità Whitmer come leader democratica del Senato, cosa che l'ha fatta diventare la prima donna a guidare un caucus di partito al Senato.

### Procuratrice della Contea di Ingham (2016-2019)
L'11 maggio 2016 i giudici del 30° Tribunale Giudiziario del Michigan l'hanno scelta all'unanimità come procuratrice ad interim della contea di Ingham, sostituendo Stuart Dunnings III, condannato per abuso d'ufficio e per aver contrattato una prostituta.
Il 21 giugno 2016 Whitmer ha prestato il giuramento d'ufficio come procuratrice dal giudice della contea di Ingham, affermando che le sue principali priorità mesi sarebbero state determinare se qualche altro funzionario fosse a conoscenza dei presunti crimini di Dunnings, e cambiare il modo in cui l'ufficio gestisce i casi di violenza domestica e sessuale.
Il 22 luglio 2016 ha emesso un rapporto di 11 pagine in merito alla presunta attività criminale di Dunnings sui casi trattati dall'ufficio. Il rapporto stabiliva che i dipendenti "non erano mai stati invitati a compromettere un caso o guardare dall'altra parte" e che aveva "... piena fiducia in ogni problema che era esistito in questo ufficio".

### Governatrice del Michigan (2019-)

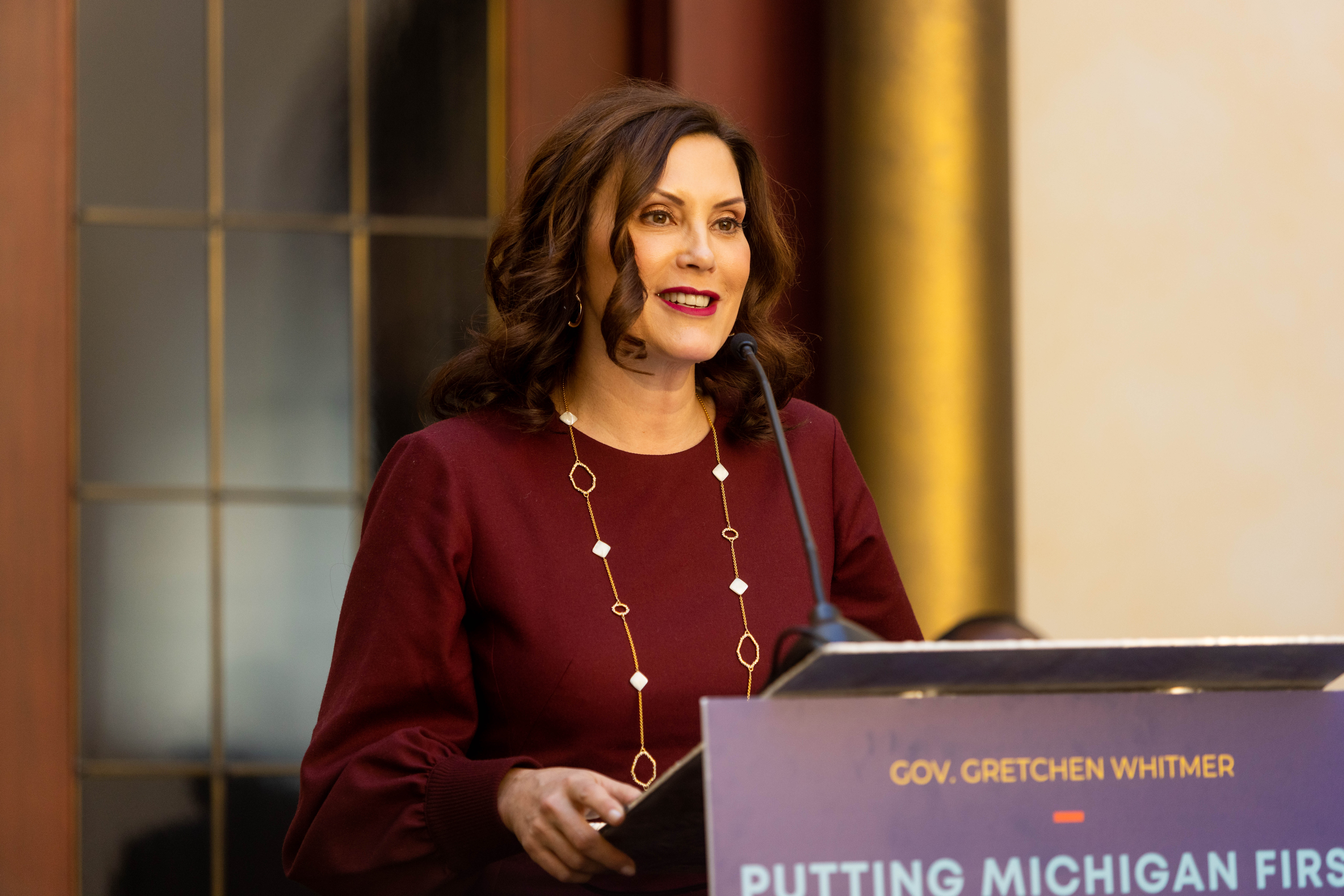
La Governatrice del Michigan Gretchen Whitmer firma un disegno di legge a Detroit. 3 febbraio 2023.

Il 3 gennaio 2017 annunciò la sua partecipazione alla corsa per l'elezione del Governatore del Michigan nel 2018.
Nel luglio 2018 chiese inoltre l'abolizione dell'United States Immigration and Customs Enforcement.
Il 7 agosto 2018 Whitmer vince le primarie interne al partito e diventa la candidata democratica per l'elezione a Governatrice del Michigan, e il 6 novembre venne eletta con il 53,3% dei voti, sconfiggendo il Procuratore Generale del Michigan in carica, il repubblicano Bill Schuette, fermo al 43,8% delle preferenze.. Ha assunto le funzioni di Governatrice del Michigan il 1º gennaio 2019.
Gretchen Whitmer viene rieletta nelle elezioni governatoriali del 2022 con il 54.5% dei voti contro la sfidante del Partito Repubblicano Tudor Dixon, ferma al 43.9% delle preferenze.
Il 22 luglio 2024, Gretchen Whitmer diventa inoltre co-presidente della campagna elettorale di Kamala Harris alle elezioni presidenziali del 2024, dopo che il Presidente Joe Biden ha ritirato la propria candidatura.
La scadenza naturale del mandato da Governatrice è fissata per il 2027, dopo 8 anni e 2 mandati.

#### Gestione COVID-19

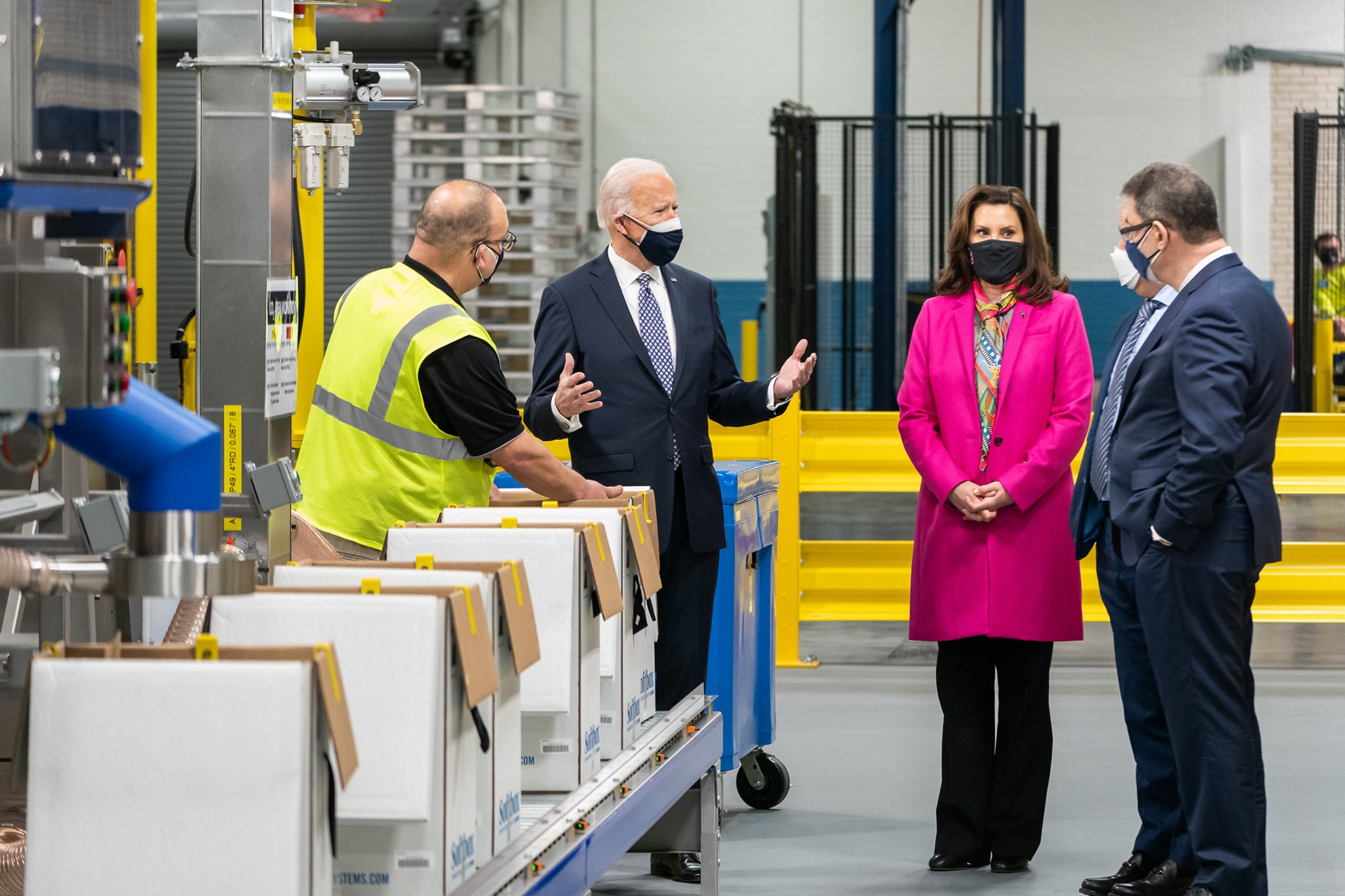
Whitmer e il presidente Joe Biden visitano un impianto della Pfizer a Kalamazoo, Michigan, febbraio 2021

Nel 2020, durante la pandemia di COVID-19, è stata una delle governatrici democratiche ad applicare le misure di contrasto del contagio più rigide. Nello stesso anno diventa co-presidente della campagna presidenziale di Joe Biden in vista delle elezioni presidenziali, venendo anche indicata fra le possibili candidate alla vicepresidenza degli Stati Uniti.

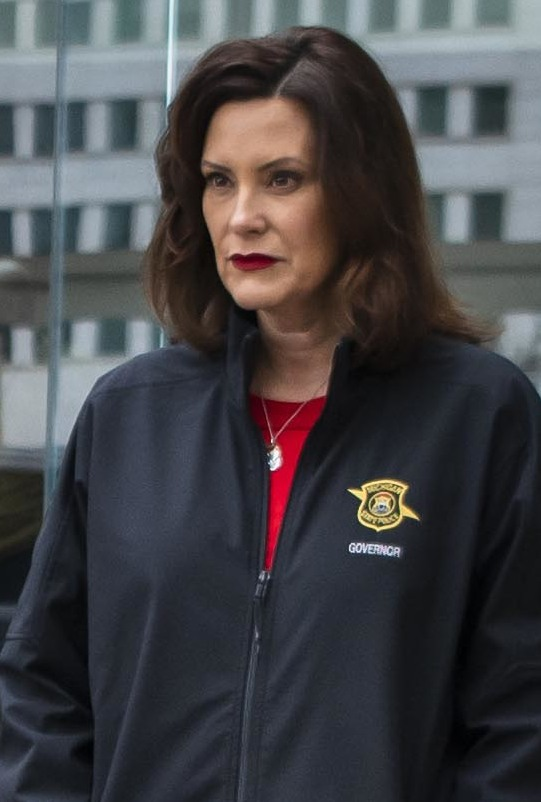
La Governatrice Whitmer a Detroit in una riunione straordinaria sull'allestimento di un ospedale da campo con i militari. 31 marzo 2020

#### Tentato rapimento
L'8 ottobre 2020 l'FBI ha accusato sei uomini associati ai Wolverine Watchmen, una milizia con sede nel Michigan, di aver complottato il rapimento di Whitmer e un golpe violento contro il governo del Michigan; l'FBI è venuta a conoscenza del complotto all'inizio del 2020, dopo che vennero divulgate alcune comunicazioni all'interno del gruppo di estrema destra. L'indagine è stata svolta grazie ad un agente sotto copertura che ha incontrato più di una dozzina di persone in una riunione a Dublin, in Ohio; altri sette uomini sono stati accusati di reati collegati al complotto..

## Vita privata
Whitmer ha avuto due figli con il primo marito, Gary Shrewsbury. La coppia ha divorziato e lei nel 2011 si è risposata con il dentista Marc Mallory, che ha tre figli dal suo precedente matrimonio. Whitmer e Mallory vivono a East Lansing, in Michigan, con i due figli di lei e i tre figli di lui.
Whitmer è stata inserita nella Michigan Women's Hall of Fame nel 2023.

## Immagine pubblica
Whitmer è conosciuta con il soprannome di "Big Gretch", coniato dalla rapper Sada Baby. Nel maggio 2020 il rapper comico di Detroit Gmac Cash ha pubblicato Big Gretch, una canzone che elogia Whitmer e il blocco del COVID-19. La canzone è diventata virale su YouTube. Il rapper ha detto che Whitmer meritava gli occhiali da sole Cartier in corno di bufalo, o "buffs", un simbolo di rispetto a Detroit. Whitmer ha risposto in un tweet: "Adoro il soprannome. Adoro la canzone".
Nel 2023 ha dichiarato a WNEM-TV: "Big Gretch è una specie di personaggio che è uscito dalla pandemia. È stato un riconoscimento che ha attraversato alcune cose difficili, e questo è stato un soprannome che è nato perché la gente voleva darmi un po' di incoraggiamento. E quindi non è mai stato un soprannome a cui ho pensato o che avrei scelto, ma è uno che apprezzo molto. E penso che sia lì. È anche divertente". Ha affrontato il soprannome alla Convention nazionale democratica del 2024, dicendo "A Lansing. mi chiamano governatore, ma a Detroit sono 'Big Gretch!"
Trump si è riferito a Whitmer come "quella donna del Michigan", mentre criticava la sua leadership pandemica. Whitmer indossava una maglietta con questa frase. Al DNC del 2024 ha dichiarato: "Essere una donna del Michigan è un distintivo d'onore". Whitmer è popolare sui social media, con centinaia di migliaia di follower su Instagram e 4 milioni di "Mi piace" su TikTok a partire dal 2023. È nota per indossare un rossetto magenta intenso, che un negozio di cosmetici di Detroit, "The Lip Bar", ha rilasciato come prodotto chiamato "Big Gretch".